# Поляковский сельсовет (Давлекановский район)
Поляковский сельсовет — муниципальное образование в Давлекановском районе Башкортостана.
Административный центр — село Поляковка.

## История
Закон Республики Башкортостан от 19.11.2008 г. № 49-З «Об изменениях в административно-территориальном устройстве Республики Башкортостан в связи с объединением отдельных сельсоветов и передачей населённых пунктов», ст. 1 п. 18 б гласил:

 "Внести следующие изменения в административно-территориальное устройство Республики Башкортостан:
 объединить Поляковский и Михайловский сельсоветы с сохранением наименования «Поляковский» с административным центром в селе Поляковка.
Включить сёла Вперёд, Дружба, хутора Бишкаин, Михайловка, Туксанбай
Михайловского сельсовета в состав Поляковского сельсовета.

Утвердить границы Поляковского сельсовета согласно представленной схематической карте.

Исключить из учётных данных Михайловский сельсовет

## Население
| 2002  | 2009  | 2010  | 2012  | 2013  | 2014  | 2015  |
| ----- | ----- | ----- | ----- | ----- | ----- | ----- |
| 2019  | ↘2002 | ↘1943 | ↘1918 | ↘1887 | ↘1850 | ↘1823 |
| 2016  | 2017  |       |       |       |       |       |
| ↘1814 | ↘1787 |       |       |       |       |       |

## Состав сельского поселения
| №  | Населённый пункт | Тип населённого пункта       | Население |
| -- | ---------------- | ---------------------------- | --------- |
| 1  | Поляковка        | село, административный центр | ↘384      |
| 2  | Вперёд           | село                         | ↘957      |
| 3  | Дружба           | село                         | ↘305      |
| 4  | Черниговка       | деревня                      | ↗107      |
| 5  | Балто-Ивановка   | деревня                      | ↘52       |
| 6  | Сидоровка        | деревня                      | ↘52       |
| 7  | Бишкаин          | хутор                        | ↘22       |
| 8  | Михайловка       | хутор                        | ↘22       |
| 9  | Тамбовка         | деревня                      | ↗17       |
| 10 | Волынка          | деревня                      | ↗16       |
| 11 | Туксанбай        | хутор                        | ↘5        |
| 12 | Новоивановка     | деревня                      | ↘4        |
| 13 | Грибовка         | деревня                      | ↘0        |

### Упразднённые населённые пункты
- Семилетка — посёлок. Исключён из списков населённых пунктов в 1981 году согласно Указу Президиума ВС Башкирской АССР от 12.02.1981 N 6-2/66 «Об исключении некоторых населенных пунктов из учетных данных по административно-территориальному делению Башкирской АССР»[11].
- Яковлевка — деревня, упраздненная в 2005 году (Закон Республики Башкортостан от 20 июля 2005 года № 211-з «О внесении изменений в административно-территориальное устройство Республики Башкортостан в связи с образованием, объединением, упразднением и изменением статуса населённых пунктов, переносом административных центров»).